# Université d'État de l'Alabama
Pour les articles homonymes, voir Université de l'Alabama (homonymie).
L'université d'État de l'Alabama (anglais : Alabama State University, ASU) est une université publique historiquement noire américaine basée à Montgomery dans l'Alabama.

## Historique
Fondée en 1867, l'université d'État de l'Alabama est membre du Thurgood Marshall College Fund (en).